# TOMORO
TOMORO（トモロウ、1986年12月14日 - ）は、北海道小樽市生まれ、神奈川県横浜市出身のラッパー、実業家、投資家、タレント、モデル、音楽レーベル「tomolution entertainment system」のCEO、音楽プロデューサー、飲食店の経営者およびプロデューサーである。
六本木の自社ビル「KING TOMORO BLDG」を拠点とし、六本木の都市開発、不動産の区画整備に関わっていた。
Austin Mahone、Sean Kingston、Kid Ink、Alexandra Stan、Arci Muñoz、Shanice、Havana Brown、DJ Swivel、NICE&SMOOTHなどの海外アーティストの来日を実現した音楽プロデューサー、呼び屋。マイケル・ジャクソンの父であるジョゼフ・ジャクソンの来日にも貢献した。
所属事務所は放映プロジェクト、プラチナムプロダクション、サンミュージックを経て、現在は自身の経営する「tomolution entertainment system」。音楽レーベルは日本クラウン、ユニバーサルミュージックを経て、現在はマネジメントは「TOMOlution music JAPAN」、音楽配信をソニーミュージックに委託している。

## 略歴
出身は北海道小樽市。中学生の時に横浜市へ家族で引っ越した。横浜高校に進学し、野球部に入部したが同期には涌井秀章と石川雄洋がおり、勝負にならないことを思い知らされ、高校1年時に挫折して退部した。 その後、高校在学中より横浜駅西口近辺にて洋服の転売を仲間と共に開始した。また、この頃よりクラブでラッパーとしての活動も開始した。
その後は勉強に集中し、芝浦工業大学に進学。大学時代はフリーペーパーのページデザイン等を経験。また、10代の時に作った曲を集めたアルバムをリリース、売上は2000枚だった。
2009年4月、22歳の時に映像制作会社を起業した。
六本木ヒルズに事務所を設立し、音楽活動と並行した飲食店の立ち上げやプロデュース事業を開始した。
2013年12月、SAYALAの歌手デビューをプロデュースし、コラボレーション楽曲「二人愛 feat. SAYALA」をリリースした。
2014年3月、May J.とのコラボレーションした楽曲「PARTY OUT feat. May J. / with 加藤夏希」をリリースした。ミュージックビデオに加藤夏希が出演した。
2014年5月、葉山潤奈の歌手デビュー曲「WE ARE NOT ORTHODOX!!」をプロデュース、作詞作曲を担当した。
2016年1月13日、明日花キララのソロシングル『愛してるよ』をプロデュースし、MVを動画配信サイトdTV、UULAで配信した。同年1月14日、UULAデイリーランキング1位獲得。同年2月10日、iTunes Storeでも同曲を楽曲配信した。
2016年11月、「日本の文化や伝統を学びたい」と思い、日本舞踊（青柳流）を習得し「黒田節」で初舞台を踏んだ。
2018年、フィリピン、カンボジア、ベトナムでの芸能活動を開始した。同年5月1日、フィリピンの人気テレビ番組「DZMM」（ABS-CBN）にゲスト出演した。2018年9月30日、カンボジアのCTNのテレビ番組に出演した。
2018年4月16日、六本木に焼肉店「焼肉朋ちゃん」を開業した。同店は、TOKYO MX TV「真夜中のおバカ騒ぎ」などのテレビ番組で特集された。また、雑誌TOKYO WALKER2018年9月号の裏表紙などに広告を出した。その後、雑誌TOKYO WALKER2019年3月号で、会計金額が最高173万円の記録が出たことが報告された。のちに記録を更新し、会計金額が最高となる340万円の記録が出た。
2019年2月、ショーン・キングストンを来日させた。
2019年3月15日、交際している加藤紗里とカジノ周遊を目的に海外旅行中、カジノの軍資金1200万円の現金に加え、フルダイヤで1000万円を超える腕時計、1200万円相当の純金ネックレスをマレーシアの警察官に強奪され、3400万円の強盗事件としてニュースになった。
2019年8月、以前から交友があったアレクサンドラ・スタンを客演に招き、「CASINO LIGHTS feat. Alexandra Stan」をリリースした。
2019年9月9日、「CASINO LIGHTS feat. Alexandra Stan」で、iTunes Storeヒップホップ／ラップトップソング（日本）で第１位獲得。
さらに同曲は、日本テレビ『オードリーさん、ぜひ会って欲しい人がいるんです！』9月エンディングテーマに採用された。街中に宣伝トラックを走らせたり、テレビ出演する等、ラッパーとしてプロモーション活動をスタートした。 2019年8月15日からアレクサンドラ・スタンを来日させて、ジャパンツアー「TOMORO×Alexandra Stan “CASINO LIGHTS JAPAN TOUR 2019”」を開催した。
2020年3月10日、週刊FLASHに「安倍昭恵いわくつきラッパーTOMOROと晋三抜きで官邸ランチ」という見出しで、掲載された。安倍晋三総理大臣がコロナウイルス対策で忙しい中にもかかわらず、運転手付きのロールスロイスで総理官邸に訪問し、 安倍昭恵とランチした事が話題となった。また、同年3月30日、TBSテレビ『グッとラック!』に出演し、シーシャを吸いながら昭恵についてインタビューに答え、安倍昭恵を賞賛するコメントをした。
2020年12月17日放送のTBSテレビ『グッとラック!』に出演し、菅首相の“高級ステーキ忘年会”に対してコメントした。ロンドンブーツ１号２号の田村淳が「グッとラックがTOMOROさんにたどり着いたことが凄い」と言った。
2021年1月15日、「WORLD MONEY feat. Nice & Smooth」をリリースした。Billboard World Digital Song Sales Chart（全米ビルボードデジタルシングルチャート）で、第１位を獲得した。
2021年12月17日、Sean Kingstonとのコラボ曲「Let Me Hold You」リリース。MVに、フィリピン人女優Arci Muñozを起用。
2022年7月及び12月、Austin Mahoneを来日させた。
2022年8月、アメリカからKID INKを来日させ、札幌でレコーディングを行った。
2022年8月、韓国からDJ SODAを来日させ、東京でレコーディングを行った。
2022年9月23日、Austin Mahoneとのコラボ曲「My Section」リリース。全米iTunesチャート・ヒップホップ(iTunes Chart US Hip-Hop)で、第1位を獲得。AmazonのBest Sellersチャートでも、第1位を獲得。

2022年12月31日、Snoop Doggの従兄弟で女優のSasha Banksが東京ドームでの出演日より１週間以上早く来日してTOMOROの誕生日を祝っていたことがアメリカ合衆国の複数の情報誌によってスクープされた。  その他、Austin Mahoneや、フィリピン人女優Arci Muñozが、TOMOROの36歳の誕生日パーティー出席の為、来日。都内のクラブでライブを披露した。
2023年3月23日、Shaniceとのコラボ曲「Forever I Love Your Smile」リリース。

## 人物
・愛称は「ウルトラ令和バブル男」、「シーシャ王子」。サンデージャポン出演時は、時代の年号が平成であった為「ウルトラ平成バブル男」

### テレビ番組出演
- ABSCBN『IT’S SHOWTIME』（フィリピン）（2023年5月25日）
- PTV『Rise and Shine Pilipinas』（フィリピン）（2023年5月26日）
- CNN『THE FINAL WORD WITH RICO HIZON』（フィリピン）（2023年2月7日）
- ABSCBN『TV PATROL』（フィリピン）（2023年2月2日）
- ABSCBN『Pie Sinong MANON MO?』(フィリピン)（2023年2月19日）
- ABSCBN『kumu STAR KA!』（フィリピン）（2023年2月6日）
- TV5『GOOD VIBES』（フィリピン）（2023年2月7日）
- TBSテレビ『グッとラック!』（2020年12月17日）
- TBSテレビ『グッとラック!』（2020年3月30日）
- SBT『San Buntheoun HOT NEWS』（カンボジア）（2020年3月18日）
- 日本テレビ『バズリズム』（2019年8月23日）
- 日本テレビ『オードリーさん、ぜひ会って欲しい人がいるんです！』9月エンディングテーマ「CASINO LIGHTS feat. Alexandra Stan」
- 読売テレビ『特盛！よしもと 今田・八光のおしゃべりジャングル』（2019年4月20日）
- テレビ朝日『グッド!モーニング』（2019年3月28日）
- フジテレビ『バ生ホンネトークバラエティ バイキング』（2019年2月11日）
- フジテレビ『直撃LIVE グッディ!』（2019年2月8日,2月11日,2月13日）
- DZRHテレビ（フィリピン）『DZRH NEWS』（2018年11月5日）
- CNCテレビ（カンボジア）『LIVE PERFORMANCE』（2018年9月30日）
- ABSテレビ（フィリピン）『DZMM』（2018年5月2日,10月24日）
- TBSテレビ『サンデー・ジャポン』（2017年10月15日）
- テレビ朝日『お願い!ランキング』 (2017年10月24日)
- TOKYO MX TV『バラいろダンディ』（2017年11月29日）
- テレビ東京『よじごじDays』（2017年5月25日）
- TBSテレビ『BLITZ INDEX』 (2016年11月25日)
- NHK BS1『TOKYO FASHION EXPRESS』（2016年9月7日）
- 幻冬舎『紫藤尚世著「KIMONO 着物を世界のファッションに」』（2016年5月発売）
- テレビ埼玉『俺達バカ社長』（2015年7月30日）
- TOKYO MX TV『わたしの履歴書』（2015年7月4日）
- 映画『W〜２つの顔を持つ女たち〜』主題歌：TOMORO（2015年）
- TBSテレビ『爆報! THEフライデー』（2015年6月12日）
- サンテレビなど『竹山ロックンロール』（2014年11月29日）
- TBSテレビ『Nスタ』（2014年）
- テレビ東京『超流派』特集５（2014年3月28日）
- テレビ東京『超流派』特集４（2014年3月21日）
- テレビ東京『超流派』特集３（2014年3月14日）
- テレビ東京『DANCE＠TV』特集４（2014年3月11日）
- テレビ東京『超流派』特集２（2014年3月7日）
- テレビ東京『DANCE＠TV』特集３（2014年2月18日）
- テレビ東京『DANCE＠TV』特集２（2014年2月11日）
- テレビ東京『超流派』特集１（2014年2月7日）
- テレビ東京『DANCE＠TV』特集１（2013年12月24日）
- テレビ東京『DANCE＠TV』(12月オープニングテーマ TOMORO – PARTY OUT feat. May J.)
- TBSテレビ『ナニキル?天気予報』(番組プロデュース／自身もメイン出演)(12′)
- TBSテレビ『BLITZ INDEX』インタビュー ゲスト出演（全２回）(’13)
- TBSテレビ『BLITZ INDEX』レポーター出演（随時）(’11)(’12)(’13)(’14)
- TBSテレビ『エン活！』PV放映（随時）(’11)(’12)(’13)
- TBSテレビ『boot!』PV放映（随時）(’11)(’12)(’13)(’14)

### シングル作品
1. LOVEドッきゅん♥2♥feat. club Prince〜六本木PARTY★SONG〜（2012年8月1日）
2. PARTY MAKER feat. HI-D（2013年9月11日）
3. ちゃっぴー（2013年10月2日）
4. PARTY OUT feat. May J.（2013年11月13日）
5. HEIWA（2013年11月21日）
6. 二人愛 feat. SAYALA（2013年12月18日）
7. BEAUTIFUL SUNNY SUNDAY!!（2014年8月27日）
8. LOVE MY HOOD feat. 明日花キララ（2015年2月18日）
9. ROPPONGI DREAM 〜W REMIX〜 feat. 加弥乃（AKB48）、梅本静香、多岐川華子、桜のどか（仮面女子）、岸明日香、森下悠里（映画『W〜二つの顔を持つ女たち〜』エンディング主題歌）（2015年12月12日）
10. CASINO LIGHTS feat. Alexandra Stan（2019年08月13日）
11. CORONA VIRUS feat. D-coy（2020年5月4日）
12. CORONA VIRUS feat. AIKA, キングラビッツ & D-coy（2020年10月14日）
13. WORLD MONEY feat. Nice & Smooth（2021年1月15日）
14. Let Me Hold You feat. Sean Kingston（2021年12月17日）
15. My Section feat. Austin Mahone（2022年9月22日）
16. Forever I Love Your Smile feat. Shanice（2023年）

参加作品
1. 元気玉 -GENKIDAMA THE BEST vol.1-「Hava your style / TOMORO」（2013年7月3日）
2. 元気玉 -GENKIDAMA THE BEST vol.2-「二人愛 feat. SAYALA / TOMORO」（2014年6月4日）
3. DJ SHIMA☆YURI J-POP MIX CD「STAND UPP JAPAN!! / TOMORO」（2014年6月25日）
4. LGYankees「六本木交差点 with TOMORO」（2016年2月10日）